# Lispe nasoni
Lispe nasoni este o specie de muște din genul Lispe, familia Muscidae, descrisă de Stein în anul 1898. Conform Catalogue of Life specia Lispe nasoni nu are subspecii cunoscute.